# Fahrenheit
 For alternative betydninger, se Fahrenheit (flertydig). (Se også artikler, som begynder med Fahrenheit)
Fahrenheit er en temperaturskala opkaldt efter den tyske opfinder Gabriel Daniel Fahrenheit.
Vand fryser ved 32 grader på fahrenheitskalaen (32 °F) og koger ved 212 °F (100 °C). Derfra kan man udlede en omregning fra grader fahrenheit til grader celsius: 32 trækkes fra, hvorefter man dividerer med 1,8.

## Skalaens ophav
Fahrenheit baserede oprindeligt sin temperaturskala på den danske fysiker Ole Rømers såkaldte Rømer-skala, hvor han indledningsvist blot gangede tallene med 4 for at gøre det nemmere at regne på dem.

## Oprindelig definition af Fahrenheitskalaen
- 0 °F blev oprindeligt defineret som den temperatur en ligevægtsblanding af ammoniumklorid, vand og is får, når den kemiske reaktion er tilendebragt. Denne temperatur er ca. -17,78 °C, hvilket langt senere blev årsagen til at dybfrysere som standard går ned til -18 °C, svarende til 0 °F.[kilde mangler]
- 32 °F blev bestemt til at være vands frysepunkt – eller den samme temperatur som ligevægtsblandingen giver, hvis man udelader ammoniumklorid. Valget faldt blandt andet på 32, fordi det kan halveres fem gange uden at give brøker.
- 96 °F blev fastsat som menneskets kropstemperatur, idet den så var tre gange højere end vands frysepunkt.[2]

## Korrigering af skalaen
Fahrenheitskalaen blev senere korrigeret, da menneskets kropstemperatur er for ustabil, bl.a. målt over et døgn, til at blive benyttet som en naturvidenskabelig konstant. Derfor blev vands kogepunkt i stedet defineret som værende 212 °F og altså således, med henvisning til det trigonometriske gradsystem, 180 °F højere end vands frysepunkt. Herved blev skalaen forstrakt en smule, hvorved 98,6 °F blev markøren for menneskets kropstemperatur, i stedet for de oprindelige 96 °F. 
Fahrenheitskalaen anvendes i dag kun i USA og ganske få andre, mindre lande; dog bliver skalaen også uofficielt brugt af især ældre generationer i Canada og i mindre grad Storbritannien. Resten af verden anvender celsius-skalaen. Inden for videnskaben anvender man kun celsius og kelvin.